# Romániai magyar irodalmi díjak
Irodalmi díj (Erdély, 1918-1989) – a közösségi elismerés intézményesített formája, amellyel az erre a célra kijelölt bizottság (zsűri) döntése alapján – a díj jellegétől függően – évente vagy egy-egy meghatározott ünnepi alkalom kapcsán kimagaslóan rangos alkotásokat, esetenként egész életműveket jutalmaznak. Jóllehet rendszerint anyagi juttatáshoz van kötve, igazi vonzóereje a még eredményesebb munkára serkentő erkölcsi sikerélmény. A különböző díjaknak a romániai magyar művelődésben fontos szerep jutott.

## Romániai magyar irodalmi díjak áttekintése

### Közületek díja
Az Erdélyi Helikon nagydíjaként Kemény János és felesége az I. helikoni találkozón (1926) évi 30 000 lejt ajánlott fel irodalmi alkotások jutalmazására. A jelen lévő tagok javaslatára az első évben a díjat a tehetséges fiatal erdélyi magyar író, Kacsó Sándor kapta külföldi tanulmányút céljára. A következő esztendőkben a tagok által újraválasztott bizottság döntései alapján a következők kapták a nagydíjat:
- 1927. Makkai Sándor, aki lemondott a neki ítélt díjról a beteg Tessitori Nóra javára.
- 1928. A díjat megosztották Kós Károly és Tamási Áron között.
- 1929. Tompa László Ne félj! c. verseskötetéért.
- 1930. Nem adták ki a díjat, hanem elhatározták, hogy pályázatkiírás formájában egy modern szempontú magyar irodalomtörténet támogatására fordítják.
- 1931. Kuncz Aladár posztumusz Fekete kolostor c. művének ítélték oda, s az alapítók rendelkezéseivel összhangban a már meghirdetett 100 000 lejes irodalomtörténeti pályázat tőkéjéhez csatolták.

A nagydíjat Kemény János anyagi nehézségei miatt a következő esztendőkben nem tudták kiadni, csupán Szerb Antalnak folyósították egy magyar irodalomtörténet megírására adott megbízással egyidejűleg a pályázati feltételekben foglalt 30 000 lej előleget. Bánffy Miklós az 1936-os helikoni találkozón azt javasolta, hogy az Erdélyi Helikon az évek óta megszűnt nagydíját egy, az Erdélyi Szépmíves Céhvel és a Kolozsvári Magyar Színházzal karöltve kiírandó irodalmi drámapályázat jutalmazása formájában újítsa fel, elősegítve a romániai magyar drámairodalom színvonalának emelését. A kiírási szabályzat 1937-ben Kádár Imre javaslatára oda módosult, hogy a drámabíráló bizottság ezentúl az évad elteltével pályázatkiírás nélkül, vagyis irodalmi díjjal jutalmazza a legjobban sikerült romániai magyar drámát.
Az Erdélyi Helikon jutalmaként 1927-ben Olosz Lajos indítványára a Bornemissza Elemérné Szilvássy Karola által a folyóirat céljaira gyűjtött 30 000 lejt Kibédi Sándor és Finta Zoltán írók között osztották meg. 1931-ben Berde Mária kapta Földindulás c. művéért a helikoni évad legjobb regénye számára Bánffy Miklós részéről megajánlott jutalmat. 

### Állami díj
A 2. világháború utáni évtizedek legrangosabb díja, a Román Népköztársaság Állami Díja. Az RNK Alkotmánya 44. és 45. cikkelyei értelmében a Minisztertanács 1949. dec. 22-én alapította az alábbi öt tárgykörben elért kimagasló teljesítmények jutalmazására:
- a) matematika és fizika;
- b) biológia, földrajz és földtan;
- c) műszaki és agrártudományok;
- d) orvostudomány;
- e) történelem, bölcselet és jogtudomány;
- f) nyelvtudomány, irodalomtudomány és művészet.

A határozat megszabta, hogy az állami díj két osztályát évente kell odaítélni. Az I. osztályú díjjal kitüntetettek az 500 000 lej pénzjutalom és aranyjelvény mellett arra is jogot kapnak, hogy az RNK állami díjasa (Laureatul Premiului de Stat al Republicii Populare Române) címet viseljék. A II. osztályú díjjal kitüntetetteket 200 000 lejjel és ezüstjelvénnyel jutalmazták.
Az Államtanács a díjkiosztás módját ismételten szabályozta. A 119/1952-es dekrétum részletesebben felsorolja, hogy milyen téren elért teljesítményeket jutalmazhat a Minisztertanács. A 16–25. pont a különböző művészeti ágakra (zene, festészet-grafika, szobrászat, építőművészet, film, színház, széppróza, költészet, dramaturgia, irodalombírálat) vonatkozik. Ettől fogva az állami díjnak három osztálya van 25 000, 15 000 és 7 500 lej pénzértékben, s a kitüntetettek az arany-, ezüst- és bronzjelvényeken és díszokleveleken kívül azt a jogot is megkapták, hogy az "állami díjas" címet viseljék. A dekrétum a díjak osztályok és tárgykörök szerinti számának évenkénti meghatározását, valamint az újonnan létesített Állami Díj Bizottság működési szabályzatának kidolgozását a Minisztertanács hatáskörébe utalta. Mivel az állami díj odaítélése versenypályázat jelleget nyert, a szabályzat értelmében a javaslati joggal felruházott testületek és intézmények (köztük az RNK Akadémiája, Írószövetség, KISZ) legkésőbb minden év október 15-éig voltak kötelesek a díjazásra javasolt műveket megfelelő indoklással benyújtani. Az Állami Díj Bizottság a javaslatokat felülvizsgálta, és legkésőbb azon év december 10-ig döntés végett a Minisztertanács elé terjesztette. A jegyzékbe csak az illető évben végképp befejezett (nyomtatásban megjelent, kiállított) alkotásokat lehetett belefoglalni. Miután a Minisztertanács döntését nyilvánosságra hozták, a díjak kiosztásáról a minisztertanácsi határozatban megszabott helyen és időpontban az Állami Díj Bizottság gondoskodott.
Az Államtanács további két lényeges módosítása az volt, hogy előbb az 57/1954 számú dekrétumával az irodalom és művészet terén osztályok szerint kiosztandó díjak összegét felemelte, majd 1961. július 3-án kelt 170. számú dekrétumával megszabta, hogy minden második évben augusztus 23-a küszöbén ítéljék oda az állami díjakat, melyek pontos összegét esetről esetre a Minisztertanács lett hivatva megállapítani. Az átszervezett, nagyobb létszámú Állami Díj Bizottság, amelynek ekkor már Nagy István is tagja volt, egyazon személyt csak egy ízben javasolhatott állami díjra; kivételes esetekben a Minisztertanács eltekinthetett ettől a megszorítástól. Külön cikkely szögezte le, hogy csupán a javaslat megtétele előtt legalább hat hónappal befejezett vagy megjelent alkotások vehetők figyelembe.
Az évek folyamán számos élmunkás és műszaki értelmiségi mellett több hazai magyar író és művész is részesült a magas elismerésben. Íróink közül állami díjat kaptak (az évszám után szögletes zárójelben a díjat odaítélő minisztertanácsi határozat kelte, a római szám a kiosztott díj osztályát jelöli) a következő szerzők és művek.

#### Irodalmi díjasok
- 1949 [1951. március 12.] Asztalos István: Szél fúvatlan nem indul. Regény (II).
- 1950 [1952. november 29.] Horváth István: Törik a parlagot. Regény (III); Hajdu Zoltán–Sütő András: Mezítlábas menyasszony. Színjáték (III).
- 1951 [1952. november 29.] Kovács György: Foggal és körömmel. Regény (II); Horváth Imre: Békét követel az élet. Verseskötet (II).
- 1952 [1954. júl. 24.]. Létay Lajos: Új világ épül. Verseskötet (II); Kiss László–Kovács Dezső: Vihar a havason. Színmű (III).
- 1953 [1954. november] Asztalos István: Fiatal szívvel. Regény (II); Sütő András: Emberek indulnak. Elbeszélések (III); Szemlér Ferenc: Harcolni híven. Verseskötet (II); Majtényi Erik: Őrségen. Verseskötet (III).
- 1954 [1955. december 21.] Kiss Jenő: Úti rapszódia. Verseskötet (III).
- 1955 [1957. március 15.]. Nagy István: A legmagasabb hőfokon. Regény, 2. átdolgozott kiadás (I); Szabédi László: Válogatott versek (II).
- 1962 [1963. április 28.] Szabó Gyula: Fűhúzó április. Elbeszélések (30 000 lej).

1964 után az állami díjat egyedi esetekben, rendszerint csak egész életműért ítélték oda.

#### Tudományos műveikért állami díjat kaptak
- 1950–51. Palocsay Rudolf (I).
- 1953. Nyárády E. Gyula (I).
- 1955. Izsák Sámuel, Valeriu I. Bologával közösen (II).
- 1964. Zörgő Benjámin, Al. Roşcával és Vasile Pavelcuval közösen (I).

#### Állami díjas romániai magyar képzőművészek
- 1949. Bordi András (II).
- 1950–51. Barabás István, Gy. Szabó Béla, Csorvássy István (II).
- 1952. Miklóssy Gábor (I), Szőnyi István, Agricola Lidia, Fekete József (II), Szobotka András (III).
- 1953. Abodi Nagy Béla, Vida Géza (III).
- 1954. Szőnyi István, Szobotka András (I), Abodi Nagy Béla, Kazár László (III).
- 1962. Erdős I. Pál (30 000 lej). – 1964. Szervátiusz Jenő (30 000 lej).

#### Állami díjjal jutalmazott színpadi alakítások, rendezések
- 1952. Delly Ferenc, Kovács György, Szabó Ernő, Tompa Miklós (II).
- 1954. Andrási Márton, Kovács György (I).

#### Állami díjas zeneszerző
- 1955. Eisikovits Mihály Miksa (II).

### Írószövetségi díjak
A Romániai Írók Szövetségének vezetősége az 1960-as évek kezdetétől fogva oszt díjakat különböző kategóriák szerint, így az együtt élő nemzetiségek irodalma, elsőkönyvesek vagy műfordítás (román irodalmi művek átültetése az együtt élő nemzetiségek nyelvére, hazai magyar, német és más írók műveinek fordítása románra) címen.
Több mint húsz romániai magyar író – köztük több fiatal is – kapott az „Együttélő nemzetiségek irodalma” kategóriában díjat, köztük Adonyi Nagy Mária, Bajor Andor, Bodor Pál, Gáll Ernő, Hervay Gizella, Kacsó Sándor, Kányádi Sándor, Kenéz Ferenc, Király László, Marosi Péter, Molnár H. Lajos, Mózes Attila, Rácz Győző. 1977-ben Franyó Zoltán, 1981-ben Kiss Jenő és 1982-ben Horváth Imre az Írószövetség különdíját kapták meg, a hetvenéves Méliusz Józsefet pedig az Írószövetség nagydíjával tüntették ki (1979).
Az „Elsőkönyvesek” kategóriájában többek közt Király László (1971), Saszet Géza (1972), Váradi B. László (1972), Szőcs Géza (1975), Szilágyi N. Sándor (1978) és Egyed Péter (1980) részesült írószövetségi elismerésben.
A romániai magyar irodalom fogadtatása szempontjából jelentős, hogy írásaink román fordítóit ismételten tüntették ki díjjal. Így Emil Giurgiuca 1962-ben Méliusz József Ameddig ellátok, Paul Drumaru 1972-ben Bálint Tibor Zokogó majom, Dan Culcer 1975-ben Markovits Rodion Szibériai garnizon, másodszor is Paul Drumaru 1981-ben Király László Az elfelejtett hadsereg c. könyvének tolmácsolásáért részesült díjazásban.
A hazai magyar műfordítások színvonalát dicsérik a román irodalmi művek átültetéséért juttatott díjak. Így Veress Zoltánt 1969-ben Vasile Voiculescu, Beke Györgyöt 1970-ben és Szemlér Ferencet 1973-ban Zaharia Stancu, Deák Tamást 1974-ben George Călinescu, Majtényi Eriket 1975-ben Virgil Teodorescu, Lőrinczi Lászlót 1981-ben Mihail Sadoveanu fordításáért jutalmazták.
A díjak minél méltányosabb elosztását volt hivatva szolgálni az RSZK Írószövetségének az az 1968-as döntése, hogy a szövetség folyóiratai is osszanak díjakat. A magyar nyelvű folyóiratok közül az Utunk az 1967-ben megjelent legjobb alkotások figyelembevételével 1968-as költészeti díját Kányádi Sándornak, a drámairodalmi díjat pedig Páskándi Gézának ítélte oda. A szépprózai és irodalomkritikai díj sorsáról az Igaz Szó szerkesztőbizottsága döntött, a választás Bajor Andorra és Molter Károlyra esett.
Az 1970-es évektől kezdve az Írószövetség vezetőségének díjain kívül az egyes Írói Társaságok is osztanak díjakat az előző évi könyvtermés értékelése alapján. A díjak számát a tagok létszámával arányosan az Írószövetség vezetősége határozza meg. 1980-ban például a Kolozsvári Írók Társasága hat, a marosvásárhelyi és temesvári három-három, Brassó és Nagyszeben pedig két-két 7000 lejes díjat oszthatott ki. A kolozsvári magyar írók közül ekkor Balla Zsófia, Deák Tamás és Tompa István az előző évben megjelent köteteikért részesültek díjazásban. 1981-ben a díjakat Kolozsvárt Kádár János (vers), P. Lengyel József (próza) és Kántor Lajos (irodalomtörténet) kapta; a Marosvásárhelyi Írók Társaságának díjai ugyanekkor Györffi Kálmánnak (próza) és Sütő Andrásnak (színmű) jutottak.
E decentralizált díjazási rendszer mozgósító erejét az a számszerű adat is tükrözi, hogy 1979-ig bezárólag csupán Kolozsvárt 19 romániai magyar író (köztük Láng Gusztáv kétszer) részesült az elismerésnek ebben a formájában. A díjazottak névsorát az Írószövetség központi és területileg illetékes folyóiratai közlik.

### Akadémiai díjak
A Román Akadémia ez irányú hagyományát az Államtanács 1956. júl. 17-én kelt 356. számú dekrétuma helyezte új alapokra, melynek értelmében az RNK Akadémiája az egyes osztályok előterjesztésének figyelembevételével évi közgyűlésén huszonegy – egyenként 10 000 lej értékű – díjat oszthat ki a különböző tudományágak területén végzett kutatómunka, valamint az irodalmi, képző- és zeneművészeti alkotás serkentésére. Minden díj a hazai tudományosság, ill. történelmi múlt egy-egy kiváló egyéniségének a nevét viselte (agrártudományok: Dózsa György-díj, széppróza: Ion Creangă-díj, képzőművészet: Ion Andreescu-díj és így tovább). Az Államtanács felhatalmazása alapján az RNK Minisztertanácsa 1964. december 19-én kelt 1010. számú határozatával a kiosztható díjak számát harmincegyre emelte.
Számos romániai magyar műszaki értelmiségi mellett akadémiai elismerésben részesültek a következők:
- 1964. Kelemen Béla és a Román–Magyar Nagyszótár munkaközössége (Cipariu-díj).
- 1969. Egyed Ákos és szerzőtársai az Alianţa clasei muncitoare cu ţărănimea muncitoare în România c. munkáért (Ştefan Gheorghiu-díj).
- 1971. Méliusz József Az illúziók kávéháza c. kötetéért (Creangă-díj).
- 1973. Pataki József a vajdahunyadi vár 16. századi gazdasági irományainak sajtó alá rendezéséért (Bălcescu-díj); Bretter György Párbeszéd a jelennel c. tanulmány- és esszégyűjteményéért (Vasile Conta-díj); Kántor Lajos és Láng Gusztáv A romániai magyar irodalom 1944–1970 c. munkájáért (Cipariu-díj); Eisikovits Mihály Miksa a polifóniáról írt zenetörténeti munkájáért (George Enescu-díj).
- 1974. Lászlóffy Aladár A következő ütközet c. kötetéért (Eminescu-díj).
- 1975. Szabó T. Attila az Erdélyi magyar szótörténeti tár I. kötetéért (Cipariu-díj); Angi István Zene és esztétika c. kötetéért (Ciprian Porumbescu-díj); Egyed Ákos A parasztság Erdélyben a századfordulón c. munkájáért (Ştefan Gheorghe-díj); Kallós Miklós Sociologie, politică, ideologie c. munkájáért (Simion Bărnuţiu-díj).
- 1977–1978. Sütő András Engedjétek hozzám jönni a szavakat c. munkájáért (Creangă-díj); Sőni Pál Nagy István c. monográfiájáért (Bogdan Petriceicu Haşdeu-díj).
- 1980. Benkő Samu és Károlyi Dénes mint az "1848-as forradalom" munkaközösség tagjai a Documente privind revoluţia de la 1848 în Ţările Române. C. Transilvania c. Okmánytár I. kötetének gondozásáért (Bălcescu-díj).
- 1981. Imreh István az Erdélyi hétköznapok c. munkájáért (Bălcescu-díj).

### Fiatal írókat támogató díjak
A két világháború között néhány szórványos próbálkozáson kívül (Erdélyi Helikon 1926, 1927) úgyszólván semmi sem történt e téren, 1944 után viszont mind az állam, mind a társadalom felkarolta a tehetségkutatásnak ezt a módját. Az Írószövetség és a területileg illetékes Írói Társaságok díjai mellett országos viszonylatban legnagyobb súlya a KISZ Központi Bizottsága által rendszeresen osztott KISZ-díjaknak volt. 1972-ben Szilágyi István, 1973-ban Györffi Kálmán, 1974-ben Gálfalvi György részesült ebben a díjban egy-egy kötetéért, 1975-ben ez a díj Kenéz Ferencnek jutott Átvilágított földgömb c. verseskötetéért. 1978-ban Molnár H. Lajos kapta És akkor átmentem a tűzön, 1979-ben pedig Káli István Mit tud az a nagy sárga gép c. munkájáért.
Fiatal íróit támogatta az Ifjúmunkás is. 1983 júliusában osztották ki például az 1982-es Ifjúmunkás-díjakat: versért G. Cseke Vanda, prózáért Tóth Tibor, irodalmi riportért Láng Zsolt és Gagyi József részesült kitüntetésben.
Ide sorolhatjuk a Pionírszervezet Országos Tanácsának a gyermekirodalom fellendítését szolgáló olyan díjait is, mint a Napsugár 1965-ben Tamás Máriának ítélt díját "a jó szerkesztésért" vagy a Cutezătorul és Jóbarát 1976-ban osztott Arany toll-díját, melyet az ifjú olvasók szavazatai alapján a romániai magyar írók közül Fodor Sándor, Kányádi Sándor, Marton Lili és Sütő András kapott meg.

### Díjak magánkezdeményezésből
E gyűjtőnév alá azok a díjak sorolhatók, amelyeknek alapítójuk nem teremtett intézményes keretet. Ilyen volt az 1913-ban alapított George Enescu zeneszerzői díj, melyet évente a világhírű művész elnöklete alatt a Közoktatási Minisztériumban ülésező zsűri adott ki. A romániai magyar művészek közül Chilf Miklós szerzeményeit két ízben, 1933-ban és 1937-ben részesítette a zsűri dicséretben.
Az Utunk Ország-rovata 1971. április 9-én közölte a Ifjúmunkás ama bejelentését, hogy hat irodalomkritikus, Földes László, K. Jakab Antal, Kántor Lajos, Láng Gusztáv, Marosi Péter és Szőcs István szótöbbséggel Páskándi Géza Az eb olykor emeli lábát c. drámakötetét minősíti az 1970-es év "romániai magyar irodalmi könyvé"-nek, s ezért Pezsgő-díj átadásával jutalmazza. A hírt élénk vita követte az irodalmi életben. A következő évtől az Utunk folyamatosan közölte az irodalomkritikusok állásfoglalásának szövegét Az év könyve c. alatt, úgyhogy a Pezsgő-díj odaítélése a nyilvánosság előtt folytatódott. Az "ad hoc" zsűri tagjai közé később bevonták Bretter Györgyöt, Rácz Győzőt, Tamás Gáspár Miklóst, majd Egyed Pétert és Mózes Attilát, mivel időközben elhunyt Földes és Bretter, Tamás Gáspár Miklós eltávozott, Láng pedig kilépett a tagok közül. Az állásfoglalások célja, hogy a vitaszellemet erősítsék az évenkénti írószövetségi díjak odaítélése előtt.

#### Pezsgő-díjat kaptak
- 1970. Páskándi Géza;
- 1971. Lászlóffy Aladár;
- 1972. Szilágyi Domokos;
- 1973. Sütő András;
- 1974. Bodor Ádám;
- 1975. Szilágyi István;
- 1976. Lászlóffy Aladár;
- 1977. Panek Zoltán;
- 1978. Bálint Tibor és Pusztai János;
- 1979. Székely János, aki visszautasította;[1]
- 1980. Köntös-Szabó Zoltán;
- 1981. Kenéz Ferenc;
- 1982. Király László.

Bölöni Domokos korondi író-tanár kezdeményezésére 1973 óta minden évben a cseredombi borvízkútnál is díjat osztanak ki, a legsikerültebbnek ítélt könyvújdonság szerzőjének.

### Tudományos teljesítményekért adott irodalmi díjak
Ezen díjak romániai magyar művelődés minden irányú harmonikus fejlődését hivatottak szolgálni. 1981 elején hirdette meg a Korunk szerkesztősége Bolyai-díj címen romániai magyar tudományos szerzők elismerő jutalmát. Az évente kiosztásra kerülő jelképes díj célja az anyanyelvűség és nemzetiségi kultúra ápolása a természet- és társadalomtudományok terén. Az előző év legszínvonalasabb, könyvalakban megjelent magyar nyelvű tudományos, műszaki és ismeretterjesztő munkáit jutalmazzák vele.
Először 1982. május 8-án, az Appendix megjelenésének 150. és Bolyai János születésének 180. évfordulója alkalmából osztották ki Egyed Ákos történésznek Falu, város, civilizáció és Weszely Tibor matematikusnak Bolyai János matematikai munkássága c. kötetéért.
Másodszor 1983. május 11-én a társadalomtudományi díjat Szabó T. Attila akadémikusnak szavazták meg az Erdélyi magyar szótörténeti tár III. kötetéért, a természettudományi díjat pedig Gábos Zoltán egyetemi tanárnak Az elméleti fizika alapjai c. szakmunkáért. A Bolyai-díj ünnepélyes kihirdetésekor nyújtják át Tőrös Gábor nagybányai szobrászművész Kányádi-idézetet hordozó (AKI MEGÉRT, S MEGÉRTET, EGY NÉPET MEGÉLTET) Bolyai-kisplasztikáját. Az elhangzott jelentéseket a Korunk közli.

### Külföldi díjak
A romániai magyar művelődés rangját jelzi, hogy alkotói munkásságát más országokban is megbecsülik. Így Berde Mária Romuald és Andriána c. regényét 1927-ben Ormódy Amália-díjjal, Gulácsy Irén Fekete vőlegények c. történelmi regényét 1928-ban Péczely-díjjal jutalmazta az MTA.
A modern magyar irodalom fejlesztésében nagy szerepet játszott magyarországi Baumgarten-alapítvány működése idején (1929–49) a Baumgarten-díj.

#### Baumgarten-díjatkaptak a következő erdélyi magyar írók
- 1929, 1930, 1933. Tamási Áron;
- 1937. Reményik Sándor;
- 1938. Kós Károly;
- 1939. Jékely Zoltán;
- 1940. Wass Albert;
- 1941. Reményik Sándor és Tompa László;
- 1942. Berde Mária és Szentimrei Jenő;
- 1943. Asztalos István és Tamási Áron;
- 1948. Bözödi György.

Létezett Baumgarten-jutalom is, ebben 1939-ben Bözödi György, 1943-ban Szabédi László részesült, ugyanakkor Horváth Imrének segélyt szavazott meg a kuratórium.
Bustya Endre 1979-ben a Budapesten Dénes Zsófia által Ady Endre emlékére alapított jutalmat nyerte el alapvető fontosságú kutatási eredményeinek elismeréséül.
A Budapesten székelő Magyar Nyelvtudományi Társaság évi közgyűlésén a nyelvjáráskutatásban elért kiváló eredmények jutalmazására érmet oszt ki, melyet a népnyelvkutatásban új irányt szabó egykori kolozsvári tanárról Csűry Bálint-emlékéremnek neveznek. A Romániában folyó magyar nyelvészeti kutatás magas színvonalát jelzi, hogy az emlékérmet eddig már hárman kapták meg: Gálffy Mózes (1980), Vöő István (1981) és Murádin László (1982).
Nemzetközi viszonylatban rendkívül megtisztelő az 1964 óta évente Bécsben osztott Herder-díj. A Nyugat és Kelet közti művelődési és irodalmi kapcsolatokért egész életművével kifejtett munkássága jutalmául ezt a romániai magyar írók közül eddig ketten kapták meg: 1970-ben Franyó Zoltán, 1979-ben Sütő András.